# Paul de Vos
Paul de Vos (1591—1592, nebo 1595,? Hulst Belgie – 30. června 1678, Antverpy) byl vlámský barokní malíř.

## Život
Narodil se v Hulstu nedaleko Antverp. Stejně jako jeho bratři Cornelis a Jan studoval u málo známého malíře Davida Remeeuse (1559–1626). Zaměřil se na scény se zvířaty, zvláště na lovecké scény v nichž je patrný silný vliv jeho švagra Franse Snyderse (jeho sestra Margaretha byla Snydersovou ženou). Maloval také zátiší se zvířaty. V roce 1620 se stal členem cechu svatého Lukáše.
Jak bylo u antverpských malířů obvyklé i on často spolupracoval s jinými malíři. Maloval zvířata do loveckých scén na obrazech dílny Petera Paula Rubense. Také spolupracoval s Thomasem Willeboirtsem Bosschaertem, Erasmem Quellinem II, Anthonis van Dyckem a Janem Wildensem.

## Galerie

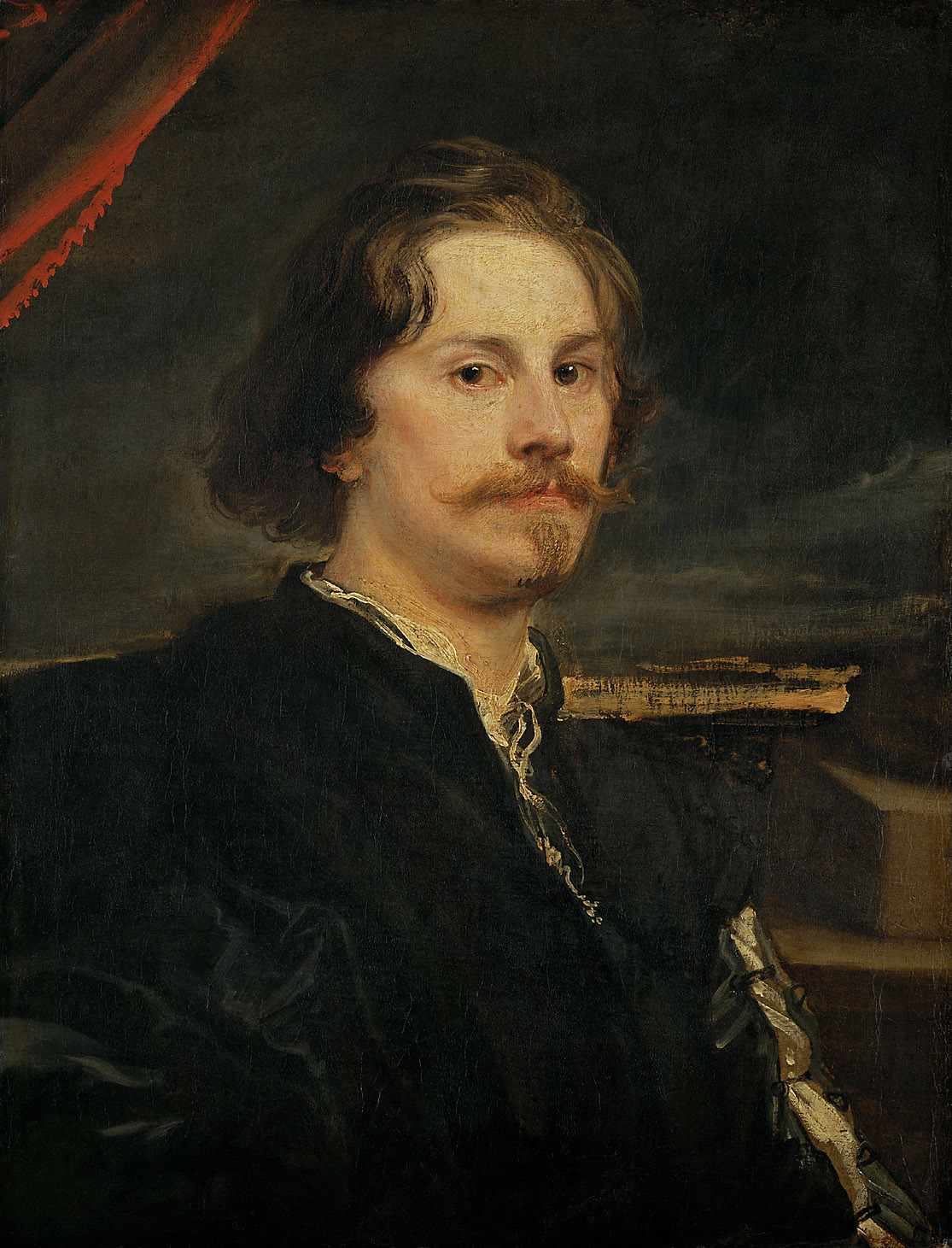
Anthonis van Dyck: Paul de Vos, asi 1620/1621
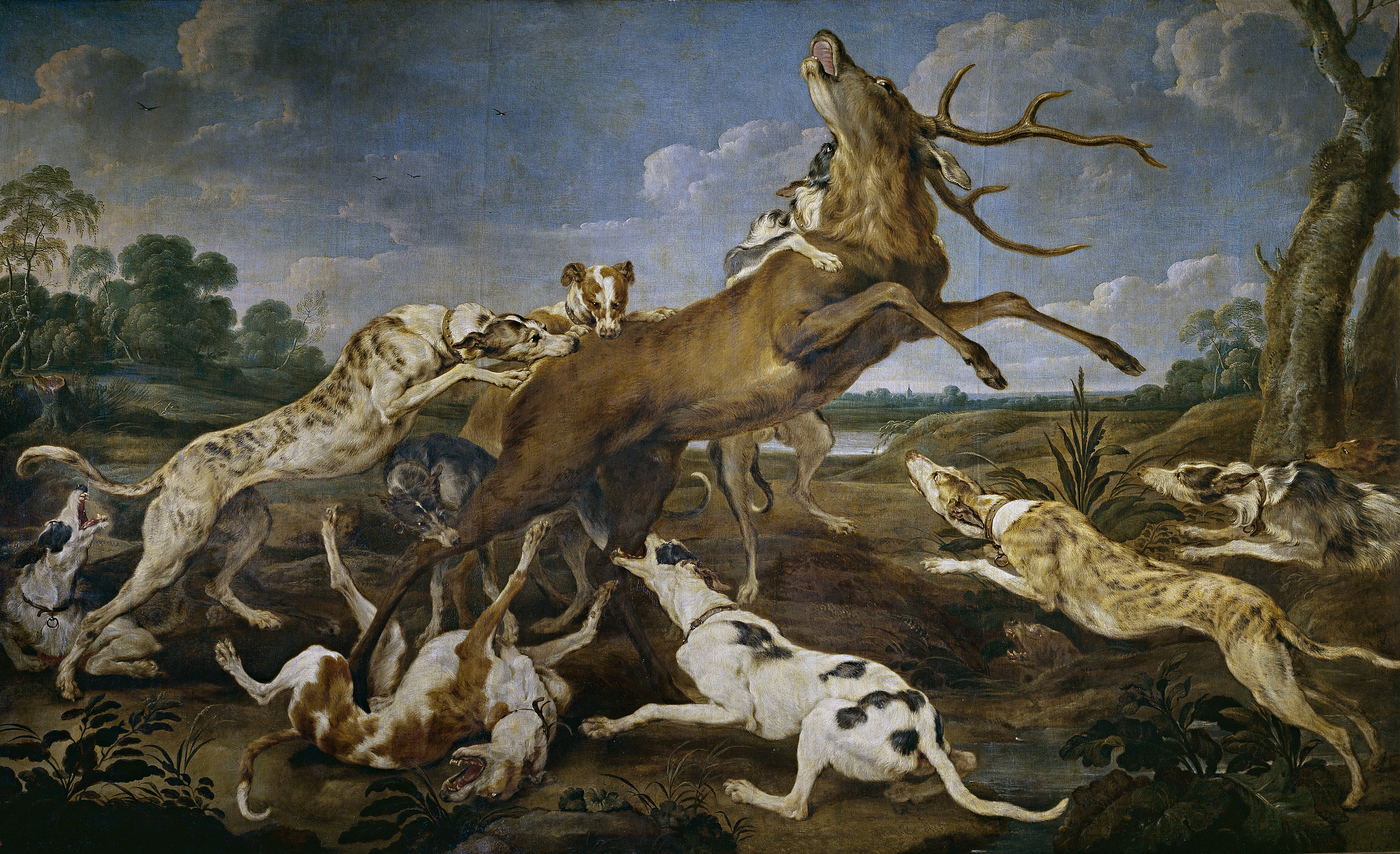
Paul de Vos, Hon jelena, polovina 17. století, 212 × 347 cm, olej na plátně, Museo del Prado, Madrid

## Citované práce
- Balis, Arnout. "Paul de Vos." Grove Art Online. Oxford University Press, 3. listopadu, 2007.